# 2044年3月13日月食
2044年3月13日月食为一次將在协调世界时2044年3月13日出現的月全食。該次月食半影食分為2.256、全影食分為1.208。偏食維持了105分，全食維持34分。

## 概述
這次月食的食分是1.208，偏食維持了105分，全食維持34分。

## 基本參數
- 類型：月全食
- 食甚資料：
  - 日期：2044年3月13日
  - 時間：19:37
  - 月球位置：赤經11.61度、赤緯2.1度
  - 食分：半影食分：2.256、全影食分：1.208
  - 持續時間：偏食105分、全食34分

## 外部連結
- NASA月食專頁（页面存档备份，存于）（英文）